# Bono (énekes)
Bono, eredeti nevén Paul David Hewson, teljes becenevén Bono Vox (Dublin, 1960. május 10. –) kétszeres Golden Globe- és többszörös Grammy-díjas ír énekes, zenész, zeneszerző, szövegíró. A U2 együttes énekese.

## Nevének eredete
Beceneve Bono Vox, amit általában csak Bono-ra rövidítenek. Beceneve a Bona Vox-ból származik, ami egy hallókészülék márka (és az azt árusító bolthálózat) neve és latinul 'jó hang'-ot jelent. A bono vox kifejezés szó szerinti jelentése: „A hang a jó embernek” – ahol vox az alany és bono a részeshatározó. A bono szó az olasz szlengben szexist jelent és a latin bonus szó részes esete. Bono a nevét a BonaVox nevű üzletről kapta, még iskolás korában, első együttesük megalakulásakor.

## Pályafutása
1977-ben iskolatársaival alakított zenekart. Larry Mullen Jr. iskolai hirdetésére válaszolva lépett be a leendő U2-ba (akkor még Hype). A meghallgatáson azt állította, hogy tud gitáron játszani.
1984-ben fellépett az eredeti Band Aid koncerten, és az annak 20 éves jubileumán tartott Band Aid 20-on is. 1999 óta egyre többet vesz részt a harmadik világban élőkért folytatott kampányokban, az elszegényedett országok adósságának elengedéséért és Afrika helyzetéért szónokolva. 2002 májusában az USA pénzügyi államtitkárát, Paul O'Neillt egy négy országot érintő afrikai túrára vitte. Ugyanabban az évben megalapította a DATA (Debt, Aids, Trade in Africa) nevű szervezetet. A szervezet célja, hogy felkeltse az emberek figyelmét Afrika megfizethetetlen államadósságaira, az AIDS ellenőrizhetetlen terjedésére és az igazságtalan kereskedelmi szabályozásokra, amelyek előnytelenek a szegény országok állampolgárainak. Beszédet tartott Paul Martin (Kanada miniszterelnöke) beiktatásának alkalmából, aki cserébe segítségéről biztosította a krízis megoldásában.
Miközben próbálta felhívni a figyelmet az afrikai AIDS-krízisre a Fehér Házba is eljutott, ahol több magánbeszélgetést is folytatott George W. Bush-sal, aki akkoriban jelentette be 5 milliárd dolláros segélycsomagját a világ azon szegény országai számára, ahol tiszteletben tartják az alapvető emberi jogokat. Bono Bush-sal együtt tartott egy beszédet a Fehér Ház kertjében. Az elnök szavaira: „Ez fontos első lépés, és komoly, magasabb szintű elkötelezettség… Azonnal meg kell történnie, mert krízishelyzet van” Bono a következőt válaszolta: „Számomra sokkal egyszerűbb lenne a kordon mögött állni zsebkendővel az arcom előtt; sokkal jobban nézne ki egy rocksztár önéletrajzában. De én ennél többet is tehetek, mert bejutok a Fehér Házba és beszélhetek azzal az emberrel, aki szerintem meghallgat, meg akar hallgatni ezekről a problémákról.”
1992-ben a U2 gitárosával, David Howell Evansszel (The Edge) közösen megvásárolták a kétcsillagos, 70 szobás Clarence Hotelt Dublinban és átépíttették egy ötcsillagos, 49 szobás hotellé, amely nagyon gyorsan felkapottá vált, mint a város legstílusosabb (és legdrágább) szállodája. 1993. július 23-án a Zooropa album kapcsán koncertezett Budapesten: mivel akkor nem körszínpadon játszottak, megfelelt nekik a Népstadion. A fellépés nézőszáma valamivel több mint 40 ezer fő volt, ez azonban messze nem számított telt háznak.
2002-ben Bono – akinek apja római katolikus és anyja protestáns volt – előszót írt a Cannongate Book's által kiadott Zsoltárok könyvéhez, mely része volt a kiadó kilenc bibliai könyvből álló zsebkönyvsorozatának.
Ugyanebben az évben felkerült a BBC 100 legnagyobb brit listájára (amely nyilvános szavazás alapján áll össze és íreket is tartalmazhat) olyan hírességek mellé, mint Sir Winston Churchill, Diána walesi hercegné, I. Erzsébet királynő és Bob Geldof.
2005-ben ő volt a 166 Nobel-békedíjra jelölt személy egyike (a harmadik világért végzett munkájáért), és a Világbank elnökségi posztjára is jelölték, amit azonban Paul Wolfowitz kapott meg.
2005-ben megjelent a Bono Bonóról - Beszélgetések Michka Assayasszal (Bono on Bono - Conversations with Michka Assayas) című könyv, melyet magyarul 2006-ban adtak ki.
2007. március 30-án Dublinban vehette át a lovagi érdemrend kitüntetést David Reddeway brit nagykövettől. A megtiszteltetést a zeneiparban elért eredményei, valamint a különféle humanitárius szervezetek érdekében végzett munkájával érdemelte ki. Mivel Írország 1949 óta nem tagja a Brit Nemzetközösségnek, a cím csak tiszteletbeli, és nem jogosítja fel a Sir cím viselésére.

## Magánélete
Felesége Alison „Ali” Stewart. Négy gyermekük van.

## Albumai
- Boy (1980)
- October (1981)
- War (1983)
- Under a Blood Red Sky (1983)
- The Unforgettable Fire (1984)
- The Joshua Tree (1987)
- Rattle and Hum (1988)
- Red Hot and Blue (1991)
- Achtung Baby (1992)
- Zooropa (1993)
- Pop (1997)
- Best of 1980–1990, The B-Sides (1998)
- All That You Can’t Leave Behind (2000)
- How to Dismantle an Atomic Bomb (2004)
- No Line on the Horizon (2009)
- Songs of Innocence (2014)

## Filmes munkái
- U2: Rattle and Hum (1988)
- In the Name of the Father (1993)
- James Bond: Aranyszem (1995)
- ABBA - 25 év (1999)
- A millió dolláros hotel (2000)
- New York bandái (2002)
- Charles Bukowski - Így születtél, ebbe születtél... (2003)
- Across the Universe - Csak a szerelem kell (2007)
- U2 3D (2007)
- Joe Strummer - A jövő nincs megírva (2007)
- Testvérek (2009)

## Magyarul megjelent művei
- Surrender. 40 dal, egy történet; ford. Dési András György; Open Books, Bp., 2022 (On the spot books)

## Díjai
- Grammy-díj (1995)
- Golden Globe-díj (2003)